# قائمة سلالات الإبل
مصنفة حسب بلد الأصل، فيما يلي قائمة بسلالات المهجنة الرئيسية المعروفة للإبل
غالبًا ما تكون هذه الحيوانات متعددة الإستخدامات: النقل (السرج، التعبئة، الجر) والإنتاج (الحليب والصوف واللحوم).
سلالات الابل في السودان:-
البشاري 
الرشيدي 
العنافي 
الكباشي 
الرفاعي 
العربي  

## الجزائر
| اسم                   | أصل                                                    | صورة | مصادر |
| --------------------- | ------------------------------------------------------ | ---- | ----- |
| الشعامبى              |                                                        |      | [ 1 ] |
| الرگيبي (أو الميهاري) | غرب الصحراء الغربية (الجزائر، مالي، المغرب، موريتانيا) |      | [ 2 ] |
| الجمل التارڨي         | جنوب الجزائر                                           |      | [ 3 ] |

## السعودية
| اسم                               | أصل | صورة | مصادر |
| --------------------------------- | --- | ---- | ----- |
| المجاهيم                          |     |      | [ 4 ] |
| المغاتير(حمر، شقح، صفر، شعل، وضح) |     |      | [ 5 ] |
| هجن( حراير ، مهجنه)               |     |      | [ 6 ] |

## أستراليا
| اسم             | أصل                                             | صورة | مصادر |
| --------------- | ----------------------------------------------- | ---- | ----- |
| الجمل الأسترالي | استورد في القرن 19، ثم أعتبر من الأنواع الغازية |      |       |

## الصين
| اسم   | أصل                  | صورة | مصادر |
| ----- | -------------------- | ---- | ----- |
| ألكسا | شمال وشمال غرب الصين |      | [ 7 ] |
| سونيد | شمال وشمال غرب الصين |      | [ 8 ] |

## الإمارات العربية المتحدة
| اسم     | أصل | صورة | مصادر  |
| ------- | --- | ---- | ------ |
| الشاعرة |     |      | [ 9 ]  |
| الخواره |     |      | [ 10 ] |

## إسبانيا
| اسم             | أصل         | صورة | مصادر  |
| --------------- | ----------- | ---- | ------ |
| جمل جزر الكناري | جزر الكناري |      | [ 11 ] |

## الهند
| اسم                 | أصل           | صورة | مصادر  |
| ------------------- | ------------- | ---- | ------ |
| بيكانيري            | منطقة بيكانير |      | [ 12 ] |
| جيسالمري            | راجستان       |      | [ 12 ] |
| جالوري (أو سانشوري) | جالور وسيروهي |      | [ 12 ] |
| كاتشي               | ولاية غوجارات |      | [ 12 ] |
| الميواري            | موار          |      | [ 12 ] |

## كازاخستان
| اسم    | أصل | صورة | مصادر  |
| ------ | --- | ---- | ------ |
| كالميك |     |      | [ 13 ] |

## كينيا
| اسم             | أصل | صورة | مصادر  |
| --------------- | --- | ---- | ------ |
| ريندل (أو جبرا) |     |      | [ 14 ] |
| صومالي          |     |      | [ 14 ] |
| توركانا         |     |      | [ 14 ] |

## المغرب
| اسم                               | أصل                                                    | صورة | مصادر         |
| --------------------------------- | ------------------------------------------------------ | ---- | ------------- |
| كرزني                             |                                                        |      | [ 15 ] [ 16 ] |
| جبلي                              |                                                        |      | [ 15 ] [ 16 ] |
| الخواري                           |                                                        |      | [ 15 ] [ 16 ] |
| مرموري                            |                                                        |      | [ 15 ] [ 16 ] |
| الرگيبي (أو الميهاري أو الفقراوي) | غرب الصحراء الغربية (الجزائر، مالي، المغرب، موريتانيا) |      | [ 2 ]         |

## منغوليا
| اسم                        | أصل | صورة | مصادر  |
| -------------------------- | --- | ---- | ------ |
| الجمل المنغولي أو جمل جوبي |     |      | [ 17 ] |

## النيجر
| اسم                      | أصل             | صورة | مصادر  |
| ------------------------ | --------------- | ---- | ------ |
| أزارغاف أو (جمل آير)     | جنوب آير        |      | [ 18 ] |
| أزواك أو (جمل لوليمندين) | أزواج           |      | [ 18 ] |
| يوريا أو (جمل مانغا)     | شرق ترميت ماسيف |      | [ 18 ] |

## باكستان
| اسم                                      | أصل      | صورة | مصادر  |
| ---------------------------------------- | -------- | ---- | ------ |
| كوهي (يسمى أحيانًا البلوشستاني أو الأبيض) | بلوشستان |      | [ 19 ] |

## تشاد
| اسم                                    | أصل    | صورة | مصادر  |
| -------------------------------------- | ------ | ---- | ------ |
| جمل كانيم (أو الجمل التبيستي أو جوران) | تيبستي |      | [ 20 ] |

## تونس
| اسم     | أصل | صورة | مصادر  |
| ------- | --- | ---- | ------ |
| المغربي |     |      | [ 21 ] |

## تركمانستان
| اسم    | أصل                  | صورة | مصادر  |
| ------ | -------------------- | ---- | ------ |
| أرفانا | شمال وشمال غرب الصين |      | [ 22 ] |

## فهرس
- Valerie Porter; Lawrence Alderson; Stephen J.G. Hall; D. Phillip Sponenberg (avril 2016). Mason's World Encyclopedia of Livestock Breeds and Breeding (بالإنجليزية). CABI. p. 1200. ISBN:978-1-84593-466-8. Porter2016. Archived from the original on 2021-05-24. {{استشهاد بكتاب}}: تحقق من التاريخ في: |تاريخ= (help)

## مذكرات ومراجع
1. ↑  "Le dromadaire Châambi (Tunisie, Algérie)". camelides.cirad.fr (بالفرنسية). Archived from the original on 6 سبتمبر 2019. Retrieved 24 mai 2021. {{استشهاد ويب}}: تحقق من التاريخ في: |تاريخ الوصول= (help)
2. 1 2  "Dromadaire Reguibi". dico-sciences-animales.cirad.fr (بالفرنسية). Archived from the original on 2021-05-24. Retrieved 24 mai 2021. {{استشهاد ويب}}: تحقق من التاريخ في: |تاريخ الوصول= (help)
3. ↑  "Dromadaire Targui". dico-sciences-animales.cirad.fr (بالفرنسية). Archived from the original on 2021-05-24. Retrieved 24 mai 2021. {{استشهاد ويب}}: تحقق من التاريخ في: |تاريخ الوصول= (help)
4. ↑  "Le dromadaire Al-Homor (Arabie Saoudite)". camelides.cirad.fr (بالفرنسية). Archived from the original on 2020-02-02. Retrieved 24 mai 2021. {{استشهاد ويب}}: تحقق من التاريخ في: |تاريخ الوصول= (help)
5. ↑  "Le dromadaire Almajahim (Arabie Saoudite)". camelides.cirad.fr (بالفرنسية). Archived from the original on 24 مايو 2021. Retrieved 24 mai 2021. {{استشهاد ويب}}: تحقق من التاريخ في: |تاريخ الوصول= (help)
6. ↑  "Le dromadaire Al-Waddah (Arabie Saoudite)". camelides.cirad.fr (بالفرنسية). Archived from the original on 2019-09-05. Retrieved 24 mai 2021. {{استشهاد ويب}}: تحقق من التاريخ في: |تاريخ الوصول= (help)
7. ↑  "Alxa Bactrian Camels". afs.okstate.edu (بالإنجليزية). Archived from the original on 2021-05-24. Retrieved 24 mai 2021. {{استشهاد ويب}}: تحقق من التاريخ في: |تاريخ الوصول= (help)
8. ↑  "Sonid Bactrian Camels". afs.okstate.edu (بالإنجليزية). Archived from the original on 2021-08-22. Retrieved 24 mai 2021. {{استشهاد ويب}}: تحقق من التاريخ في: |تاريخ الوصول= (help)
9. ↑  "Le dromadaire Al-Chaelae (Arabie saoudite, Emirats Arabes Unis)". camelides.cirad.fr (بالفرنسية). Archived from the original on 24 مايو 2021. Retrieved 24 mai 2021. {{استشهاد ويب}}: تحقق من التاريخ في: |تاريخ الوصول= (help)
10. ↑  "Le dromadaire EL-Khawar (Emirats Arabes Unis)". camelides.cirad.fr (بالفرنسية). Archived from the original on 2021-05-24. Retrieved 24 mai 2021. {{استشهاد ويب}}: تحقق من التاريخ في: |تاريخ الوصول= (help)
11. ↑  "Le dromadaire Majorero (Espagne : îles Canaries)". camelides.cirad.fr (بالفرنسية). Archived from the original on 2021-05-24. Retrieved 24 mai 2021. {{استشهاد ويب}}: تحقق من التاريخ في: |تاريخ الوصول= (help)
12. 1 2 3 4 5  "Camels". nrccamel.icar.gov.in (بالإنجليزية). 2011. Archived from the original on 2021-08-09. Retrieved 24 mai 2021. {{استشهاد ويب}}: تحقق من التاريخ في: |تاريخ الوصول= (help)
13. ↑  "Kalmyk Bactrian Camels". afs.okstate.edu (بالإنجليزية). Archived from the original on 24 مايو 2021. Retrieved 24 mai 2021. {{استشهاد ويب}}: تحقق من التاريخ في: |تاريخ الوصول= (help)
14. 1 2 3  "Camels (new, with animal welfare information)". infonet-biovision.org (بالإنجليزية). 2013. Archived from the original on 2021-05-26. Retrieved 24 mai 2021. {{استشهاد ويب}}: تحقق من التاريخ في: |تاريخ الوصول= (help)
15. 1 2 3 4  Caroline Driot (2009). "Étude épidémiologique et histopathologique de la gale sarcoptique et de la teigne chez le dromadaire dans le sud marocain" (PDF). Thèse. مؤرشف من الأصل (PDF) في 2021-05-24.
16. 1 2 3 4  "سلسلة الإبل | Ministère de l'agriculture". www.agriculture.gov.ma. مؤرشف من الأصل في 2021-08-26. اطلع عليه بتاريخ 2021-08-26.
17. ↑  "Un animal à préserver : le chameau de Mongolie". camelides.cirad.fr (بالفرنسية). 2005. Archived from the original on 9 يونيو 2021. Retrieved 24 mai 2021. {{استشهاد ويب}}: تحقق من التاريخ في: |تاريخ الوصول= (help)
18. 1 2 3  DAD-IS.
19. ↑  "Kohi Camel Breed of Suleiman Mountainous Region". arkbiodiv.com (بالإنجليزية). 2012. Archived from the original on 2021-05-24. Retrieved 24 mai 2021. {{استشهاد ويب}}: تحقق من التاريخ في: |تاريخ الوصول= (help)
20. ↑  "dromadaire Tibesti". dico-sciences-animales.cirad.fr (بالفرنسية). Archived from the original on 2021-05-24. Retrieved 24 mai 2021. {{استشهاد ويب}}: تحقق من التاريخ في: |تاريخ الوصول= (help)
21. ↑  "Les races de dromadaire de Tunisie". camelides.cirad.fr (بالفرنسية). Archived from the original on 2021-05-24. Retrieved 24 mai 2021. {{استشهاد ويب}}: تحقق من التاريخ في: |تاريخ الوصول= (help)
22. ↑  "Arvana Dromedary". afs.okstate.edu (بالإنجليزية). Archived from the original on 24 مايو 2021. Retrieved 24 mai 2021. {{استشهاد ويب}}: تحقق من التاريخ في: |تاريخ الوصول= (help)

## مقالات ذات صلة
- سباق الهجن
- حليب الجمل
- سلالات الإبل الوافدة إلى الجزيرة العربية

## روابط خارجية
- "Base DAD-IS" (بالإنجليزية). نظام المعلومات حول تنوع الحيوانات المحلية. DAD-IS. Archived from the original on 2021-06-18. Retrieved 24 mai 2021. {{استشهاد ويب}}: تحقق من التاريخ في: |تاريخ الوصول= (help)